# Distrito de Faizobod
Faizobod (en tayiko: Ноҳияи Файзобод) es un distrito de Tayikistán, en la Región bajo subordinación republicana . 
Comprende una superficie de 874 km².
El centro administrativo es la ciudad de Faizobod.

## Demografía
Según estimación 2009 contaba con una población total de 68 110 habitantes.

## Otros datos
El código ISO es TJ.RR.FA, el código postal 735413 y el prefijo telefónico +992 3135.